# Janis Tomlinson
Janis A. Tomlinson (28 de enero de 1954) es una historiadora del arte estadounidense, aunque especializada en la cultura española.
Posee varios doctorados en la materia y en 1995 viajó a Washington D.C para convertirse en directora de Arte de la Academia Nacional de Ciencias. Ese mismo año pronunció varias conferencias sobre el arte estadounidense en el Woodrow Wilson International Center for Scholars y en el Museo Guggenheim Bilbao. Fue profesora en la Universidad de Georgetown entre 1987 y 1991. También trabajó en Madrid, dirigiendo algunas publicaciones sobre arte decimonónico.
Es conocida por ser, junto a Nigel Glendinning, la máxima especialista del arte español entre los siglos XVIII y XIX. Ha publicado varios libros y artículos sobre pintores españoles como El Greco y Francisco de Goya.

## Obra
- Francisco de Goya: los cartones para tapices y los comienzos de su carrera en la Corte de Madrid, Madrid, Cátedra, 1993. ISBN 84-376-1192-X.
- Goya en el crepúsculo del siglo de las luces, Madrid, Cátedra, 1993. ISBN 84-376-1198-3.
- Goya: A Portrait of the Artist, Princeton, 2020.

- Datos: Q5926115